# Vaišvilkas
Vaišvilkas of Vaišelga (Wit-Russisch: Войшалк, Vojsjalk; overleden 9 december 1268) was de vorst van Litouwen van 1264 tot 1267. Hij was de zoon van Mindaugas, de eerste en enige koning van Litouwen.
Er is niets bekend over zijn jeugd. Hij wordt in 1254 voor het eerst in historische bronnen vermeld als hij in naam van zijn vader Mindaugas een verdrag sluit met Daniel van Galicië-Wolynië. In dit verdrag stond Galicië-Wolynië Zwart-Roethenië met de stad Navahroedak af aan Litouwen. Om het verdrag te bevestigen trouwde Sjvarn, de zoon van Daniel, met Vaišvilkas zuster. Vaišvilkas werd benoemd tot hertog van sommige van deze landen. 
Nadat Vaišvilkas volgens de Oosters-orthodoxe rite was gedoopt werd hij dusdanig tot het religieuze leven aangetrokken dat hij zijn titel en bezittingen overdroeg aan Roman Danylovytsj, de zoon van Daniel van Galicië. Vaišvilkas stichtte een klooster, dat van oudsher wordt geïdentificeerd als het Lavrasjevklooster aan de Memel, en leefde daar als monnik. Hij vertrok op een bedevaart naar de berg Athos in Griekenland, maar als gevolg van oorlogen op de Balkan slaagde hij er niet in zijn bestemming te bereiken en keerde terug naar Navahroedak.
In 1264 ontsnapte hij aan een moordcomplot door Treniota en Daumantas van Litouwen tegen zijn vader en twee van zijn broers. Treniota werd vermoord door volgelingen van Mindaugas. Vaišvilkas verbond zich met zijn zwager  Sjvarn. Ze slaagden erin om de controle over Zwart-Roethenië en Litouwen te verkrijgen. Daarop voerden ze oorlog tegen Nalšia en Deltuva, twee belangrijke centra van verzet tegen Mindaugas en Vaišvilkas. Daumantas van Nalšia werd gedwongen naar Pskov te vluchten. Suksė, een andere invloedrijke hertog, vluchtte naar Lijfland. Vaišvilkas vestigde zich aldus als grootvorst van Litouwen. 
Als christen probeerde Vaišvilkas vriendschappelijke relaties met de Duitse Orde en de Lijflandse Orde te onderhouden. Hij tekende een verdrag met de Lijflandse Orde met betrekking tot de handel op de Westelijke Dvina. De Litouwse steun aan de Pruisische Opstanden hield op, en de Orde kon haar opmars tegen de Semgallen en Koeren ongehinderd voortzetten. 
Om een aanval in 1264 op Sudovië te wreken viel Vaišvilkas in 1265 samen met Sjvarn de Polen aan.
Toen hij in 1267 besloot om terug te gaan tot het monastieke leven, droeg Vaišvilkas de titel van groothertog van Litouwen over aan Sjvarn. Een jaar later werd hij vermoord door Sjvarn's broer, Leo I van Galicië, ontevreden omdat hij niet als zijn broer een deel ontvangen had.
Vaišvilkas werd begraven bij de Hemelvaartskerk in Volodymyr.